# 豪贾罗什伯伦德
豪贾罗什伯伦德，是匈牙利佐洛州所辖的一个村，总面积11.25平方公里，总人口292，人口密度26.0人/平方公里（2010年1月1日）。